# Halowe Mistrzostwa Świata w Lekkoatletyce 2008 – bieg na 800 m kobiet
Bieg na 800 m kobiet – jedna z konkurencji rozgrywanych podczas halowych mistrzostw świata w lekkoatletyce w 2008. Eliminacje odbyły się 7 marca, półfinały miały miejsce 8 marca, finał zaś został rozegrany 9 marca.
Do eliminacji zgłoszonych zostało 20 zawodniczek z 16 państw.
Zawody w tej konkurencji wygrała reprezentantka Australii Tamsyn Lewis. Drugą pozycję zajęła zawodniczka z Ukrainy Tetiana Petluk, trzecią zaś reprezentująca Mozambik Maria Mutola.

## Wyniki

### Eliminacje
Źródło: 
Bieg 1
| Miejsce | Zawodniczka            | Państwo   | Wynik   | Uwagi |
| ------- | ---------------------- | --------- | ------- | ----- |
| 1.      | Elisa Cusma            | Włochy    | 2:01,62 |       |
| 2.      | Tamsyn Lewis           | Australia | 2:01,85 | NR    |
| 3.      | Marian Burnett         | Gujana    | 2:02,35 | NR    |
| 4.      | Margarita Fuentes-Pila | Hiszpania | 2:03,89 | SB    |
| –       | Natalja Ignatowa       | Rosja     | DSQ     |       |

Bieg 2
| Miejsce | Zawodniczka              | Państwo           | Wynik   | Uwagi |
| ------- | ------------------------ | ----------------- | ------- | ----- |
| 1.      | Maria Mutola             | Mozambik          | 2:04,82 |       |
| 2.      | Mayte Martínez           | Hiszpania         | 2:04,92 |       |
| 3.      | Agnes Samaria            | Namibia           | 2:05,23 | SB    |
| 4.      | Nicole Cook              | Stany Zjednoczone | 2:06,67 |       |
| 5.      | Fanja Rakotomalala-Felix | Madagaskar        | 2:08,42 | NR    |

Bieg 3
| Miejsce | Zawodniczka           | Państwo         | Wynik   | Uwagi |
| ------- | --------------------- | --------------- | ------- | ----- |
| 1.      | Sultana Ait Hammou    | Maroko          | 2:04,69 |       |
| 2.      | Ewelina Sętowska-Dryk | Polska          | 2:04,71 |       |
| 3.      | Marilyn Okoro         | Wielka Brytania | 2:05,09 |       |
| 4.      | Marija Sawinowa       | Rosja           | 2:06,72 |       |
| 5.      | Lysaira Del Valle     | Portoryko       | 2:07,58 | SB    |

Bieg 4
| Miejsce | Zawodniczka      | Państwo           | Wynik   | Uwagi |
| ------- | ---------------- | ----------------- | ------- | ----- |
| 1.      | Tetiana Petluk   | Ukraina           | 2:00,40 |       |
| 2.      | Jennifer Meadows | Wielka Brytania   | 2:00,60 |       |
| 3.      | Mihaela Neacșu   | Rumunia           | 2:00,79 | SB    |
| 4.      | Nicole Teter     | Stany Zjednoczone | 2:01,73 | SB    |
| 5.      | Natalia Gallego  | Andora            | 2:15,97 |       |

### Półfinały
Źródło: 
Bieg 1
| Miejsce | Zawodniczka           | Państwo           | Wynik   | Uwagi |
| ------- | --------------------- | ----------------- | ------- | ----- |
| 1.      | Maria Mutola          | Mozambik          | 2:01,81 |       |
| 2.      | Mayte Martínez        | Hiszpania         | 2:01,86 |       |
| 3.      | Tamsyn Lewis          | Australia         | 2:02,07 |       |
| 4.      | Ewelina Sętowska-Dryk | Polska            | 2:02,38 |       |
| 5.      | Nicole Teter          | Stany Zjednoczone | 2:04,72 |       |
| –       | Sultana Ait Hammou    | Maroko            | DSQ     |       |

Bieg 2
| Miejsce | Zawodniczka            | Państwo         | Wynik   | Uwagi |
| ------- | ---------------------- | --------------- | ------- | ----- |
| 1.      | Tetiana Petluk         | Ukraina         | 1:59,58 | SB    |
| 2.      | Jennifer Meadows       | Wielka Brytania | 1:59,73 | PB    |
| 3.      | Elisa Cusma            | Włochy          | 2:00,36 | NR    |
| 4.      | Mihaela Neacșu         | Rumunia         | 2:01,70 |       |
| 5.      | Marian Burnett         | Gujana          | 2:02,27 | NR    |
| 6.      | Margarita Fuentes-Pila | Hiszpania       | 2:05,58 |       |

### Finał
Źródło: 
| Miejsce | Zawodniczka      | Państwo         | Wynik   | Uwagi |
| ------- | ---------------- | --------------- | ------- | ----- |
| 01 !    | Tamsyn Lewis     | Australia       | 2:02,57 |       |
| 02 !    | Tetiana Petluk   | Ukraina         | 2:02,66 |       |
| 03 !    | Maria Mutola     | Mozambik        | 2:02,97 |       |
| 4.      | Mayte Martínez   | Hiszpania       | 2:03,15 |       |
| 5.      | Jennifer Meadows | Wielka Brytania | 2:03,51 |       |
| 6.      | Elisa Cusma      | Włochy          | 2:03,76 |       |